# 劳德代尔县 (田纳西州)
勞德代爾縣（英語：Lauderdale County）是美國田納西州西部的一個縣，西隔密西西比河與阿肯色州相望。面積1,313平方公里。根據美國2000年人口普查，共有人口27,107人。縣治里普利 （Ripley）。
成立於1835年11月24日。縣名紀念在新奧爾良之役戰死的詹姆斯·勞德代爾中校。